# Akysis varius
Akysis varius är en fiskart som beskrevs av Ng och Kottelat, 1998. Akysis varius ingår i släktet Akysis och familjen Akysidae. IUCN kategoriserar arten globalt som otillräckligt studerad. Inga underarter finns listade i Catalogue of Life.